# Wardsville
Wardsville és una població dels Estats Units a l'estat de Missouri. Segons el cens del 2000 tenia 976 habitants.

## Demografia
Segons el cens del 2000, Wardsville tenia 976 habitants, 343 habitatges, i 276 famílies. La densitat de població era de 155,1 habitants per km².
Dels 343 habitatges en un 45,5% hi vivien nens de menys de 18 anys, en un 72% hi vivien parelles casades, en un 6,4% dones solteres, i en un 19,5% no eren unitats familiars. En el 17,5% dels habitatges hi vivien persones soles el 8,5% de les quals corresponia a persones de 65 anys o més que vivien soles. El nombre mitjà de persones vivint en cada habitatge era de 2,85 i el nombre mitjà de persones que vivien en cada família era de 3,23.
Per edats la població es repartia de la següent manera: un 31,4% tenia menys de 18 anys, un 6,4% entre 18 i 24, un 30,9% entre 25 i 44, un 21,3% de 45 a 60 i un 10% 65 anys o més.
L'edat mediana era de 35 anys. Per cada 100 dones de 18 o més anys hi havia 96,5 homes.
La renda mediana per habitatge era de 57.813 $ i la renda mediana per família de 62.188 $. Els homes tenien una renda mediana de 37.361 $ mentre que les dones 28.482 $. La renda per capita de la població era de 21.925 $. Entorn de l'1,5% de les famílies i l'1,9% de la població estaven per davall del llindar de pobresa.

## Poblacions més properes
El següent diagrama mostra les poblacions més properes.